# Colemak

Bố trí bàn phím Colemak (Mỹ)

Colemak là một cách bố trí bàn phím cho bảng chữ cái chữ Latinh, được tạo và đặt theo tên của Shai Coleman vào năm 2006. Bố cục này được thiết kế để làm cho việc gõ hiệu quả và thoải mái hơn bằng cách đặt các chữ cái thường xuyên nhất trên hàng phím giữa bàn phím.
Nhiều hệ điều hành hiện đại lớn như Mac OS, Linux, Android, Chrome OS và BSD đều hỗ trợ Colemak. Một chương trình để cài đặt Colemak có sẵn cho Microsoft Windows.

## Tổng quan

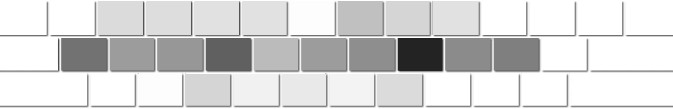
Sơ đồ tần số chữ cái tiếng Anh trên Colemak

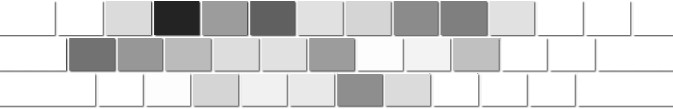
Sơ đồ tần số chữ cái tiếng Anh trên QWERTY

Bố cục Colemak được thiết kế với bố cục QWERTY làm cơ sở, thay đổi vị trí của 17 phím trong khi vẫn giữ vị trí QWERTY của hầu hết các ký tự không phải là chữ cái và nhiều phím tắt phổ biến, được cho là dễ học hơn bố cục Dvorak cho những người đã gõ trong QWERTY mà không mất hiệu quả. Nó chia sẻ một số mục tiêu thiết kế với bố cục Dvorak, chẳng hạn như giảm thiểu khoảng cách đường đi ngón tay và sử dụng tối đa hàng phím giữa. 74% việc gõ được thực hiện trên hàng phím giữa so với 70% cho Dvorak và 32% cho QWERTY. Bố cục Colemak mặc định thiếu phím Caps Lock; một phím Backspace bổ sung chiếm vị trí thường được chiếm bởi Caps Lock trên bàn phím hiện đại.
Coleman nói rằng ông đã thiết kế Colemak nhằm mục đích dễ học, giải thích rằng Dvorak rất khó cho những người đánh máy QWERTY học do nó quá khác biệt so với bố cục QWERTY. Colemak đã thu hút sự chú ý của truyền thông như là một thay thế cho Dvorak để cải thiện tốc độ gõ và sự thoải mái với cách bố trí bàn phím thay thế.